# لب آب (کتاب)
لبِ آب (نام‌های دیگر: یاغیان مرداب، هر مردی برادر است، مردان مرداب، مرداب‌های کوه لیانگ) یک داستان است که جزو چهار نول گرانقدر کهن ادبیات چینی شمرده می‌شود. شی نائی ئان گردآورندهٔ این مجموعه است که بازگوکنندهٔ سرگذشت ۱۰۸ یاغی در زمان دودمان سونگ در چین است.
مجموعهٔ تلویزیونیِ جنگجویان کوهستان (۱۹۷۳) بر پایهٔ این کتاب ساخته شده‌است.